# Heliconia signa-hispanica
Heliconia signa-hispanica är en enhjärtbladig växtart som beskrevs av Abalo och G.Morales. Heliconia signa-hispanica ingår i släktet Heliconia och familjen Heliconiaceae. Inga underarter finns listade.